# Jack Donner
Jack Donner (ur. 29 października 1928 w Los Angeles w Kalifornii, zm. 21 września 2019) – amerykański aktor filmowy i telewizyjny. 
Po opuszczeniu armii amerykańskiej w 1948 wstąpił do szkoły teatralnej w Los Angeles. Już w 1950 otrzymał swoją pierwszą profesjonalną rolę w sztuce opartej na wydarzeniach II wojny światowej.
Dzięki staraniom agenta otrzymał rolę we wczesnych produkcjach telewizyjnych. Począwszy od 1955, kiedy to przybył do Nowego Jorku rozpoczął udział w licznych programach telewizyjnych jak 'Robert Montgomery Presents, Armstrong Circle Theatre, oraz Studio One. Zaznaczył również swoją obecność w mydlanych operach: As the World Turns oraz Guiding Light.

## Filmografia
- 2003 – Egzorcyzm (Exorcism) jako ojciec Lansing
- 2003 – First Watch jako Paul
- 2002 – Demon Under Glass jako dr William Bassett
- 2001 – Łatwa zdobycz (Island Prey) jako doktor
- 2001 – Soulkeeper jako Smokey
- 1999 – Drzewo życia (Family Tree) jako Joseph
- 1999 – Stygmaty (Stigmata) jako Almeida
- 1999 – Gideon jako pan Taylor
- 1999 – Wspomnienia władcy lalek (Retro Puppet Master) jako Afzel

### Seriale TV
- 1962: Doktor Kildare jako dr John Shea
- 1966: Mission: Impossible jako kierowca
- 1967: Mission: Impossible jako Bob Field
- 1968: I Dream of Jeannie jako Joe
- 1968: Star Trek (Star Trek: TOS) jako Subkomandor Tal
- 1969: Mission: Impossible jako kpt. Praedo
- 1970: Mission: Impossible jako Buccaro / Stan Sherman
- 1971: Mission: Impossible jako Leonard
- 1972: Mission: Impossible jako John Dawson
- 1973: Mission: Impossible jako lider
- 1975: Kojak jako Krakauer
- 1977: Ulice San Francisco jako Joseph Hess
- 1996: Słoneczny patrol (Baywatch) jako Max Murat
- 1996: Conan jako ślepiec
- 1998: Power Rangers w kosmosie jako komandor Kinwon
- 1999: Frasier jako pan Hawkins
- 1999: Czarodziejki (Charmed) jako sędzia Renault
- 1999: Bez pardonu jako pan Bukich
- 2000: Buffy: Postrach wampirów jako duchowny
- 2002: Zwariowany świat Malcolma (Malcolm in the Middle) jako starszy mężczyzna
- 2002: Roswell: W kręgu tajemnic (Roswell) jako Clayton Wheeler
- 2003: Babski oddział jako pan Robbins
- 2003: Siódme niebo (7th Heaven) jako pan McNeil
- 2004: Jim wie lepiej jako starszy mężczyzna
- 2004: Star Trek: Enterprise jako Wolkański kapłan
- 2005-2006: Posterunek w Reno jako kapłan
- 2006: Randka z o.o. jako stary żołnierz
- 2006: Agentka o stu twarzach jako Rose
- 2006-2010: Szpital miejski jako Alfred
- 2007: Zabójcze umysły jako stary Nate
- 2010: Kości (Bones) jako Crusty
- 2014: Podmiejski czyściec jako Harold